# Voivodato di Lublino

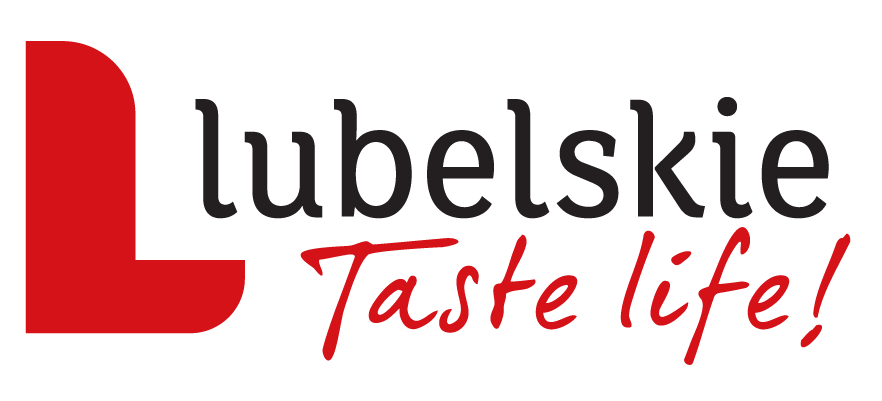
Logo

Il voivodato di Lublino (in polacco Województwo lubelskie) è uno dei 16 voivodati polacchi.
Il voivodato si trova ad est del territorio polacco ed è stato creato con la riforma del 1999 dalla fusione dei precedenti voivodati di Lublino, di Chełm, Zamość, Biała Podlaska e da parti di quelli di Tarnobrzeg e Siedlce. Si estende su una superficie di 25.155 chilometri quadrati. Il capoluogo è Lublino (Lublin).

## Storia della popolazione ebraica
La regione era, prima della seconda guerra mondiale, uno dei centri del giudaismo più importanti nel mondo. Prima della metà del XVI secolo gli ebrei erano concentrati a Lublino, Kazimierz Dolny e Chełm; ma la fondazione di nuove città ha portato ad un grande movimento degli ebrei nell'intera regione per sviluppare i commerci. Dal momento che queste nuove città erano in competizione con quelle esistenti per le imprese, seguì un diffuso risentimento, peraltro di bassa intensità e durata, con tentativi falliti di limitare l'immigrazione ebraica. Gli ebrei tendevano a stabilirsi per lo più nelle città, mentre solamente le singole famiglie creavano imprese nelle regioni rurali. Questa divisione tra città e campagna diventò un altro fattore che alimentò il risentimento da parte dei nuovi concorrenti economici.
Nel XX secolo gli ebrei rappresentavano più del 70% della popolazione in undici città e quasi il 100% della popolazione di Laszczów e Izbica. Prima della guerra erano presenti 300.000 ebrei nella regione, che divenne tristemente famosa per i campi di concentramento di Majdanek e Bełżec, nonché per i campi di lavoro di Trawniki, Poniatowa, Budzyn, Puławy, Zamość, Biała Podlaska e la stessa Lublino (che produssero forniture militari per la Wehrmacht e la Luftwaffe). In tutti questi campi erano impiegati circa 45.000 ebrei. Nel voivodato di Lublino era inoltre situato il campo di sterminio di Sobibor. Nel dopoguerra i pochi ebrei sopravvissuti in gran parte hanno lasciato la regione. Attualmente sono in restauro alcune aree di interesse storico ebraico e si registra un aumento del turismo da parte degli ebrei alla ricerca delle radici storiche delle loro famiglie.

## Città

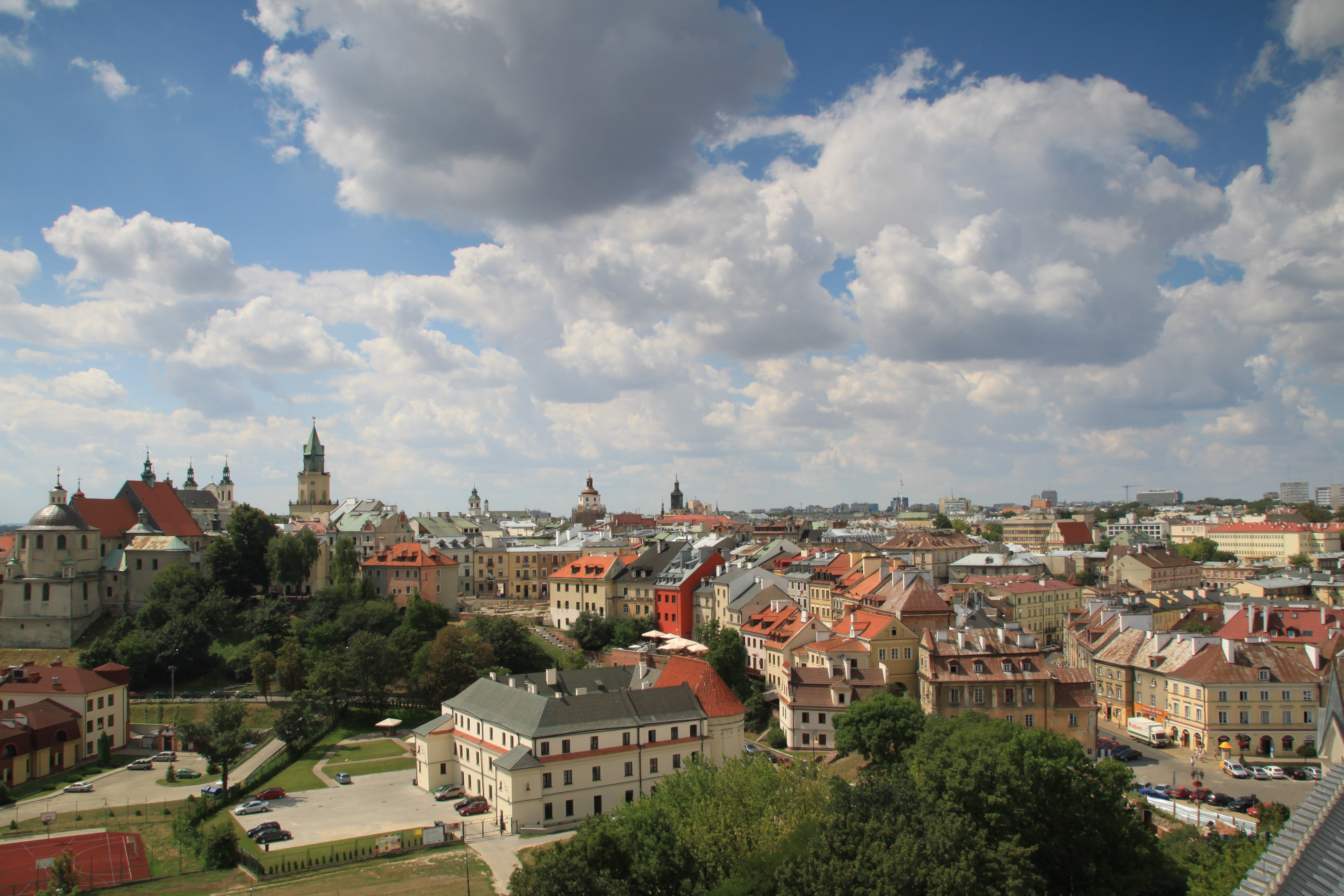
Il centro storico di Lublino

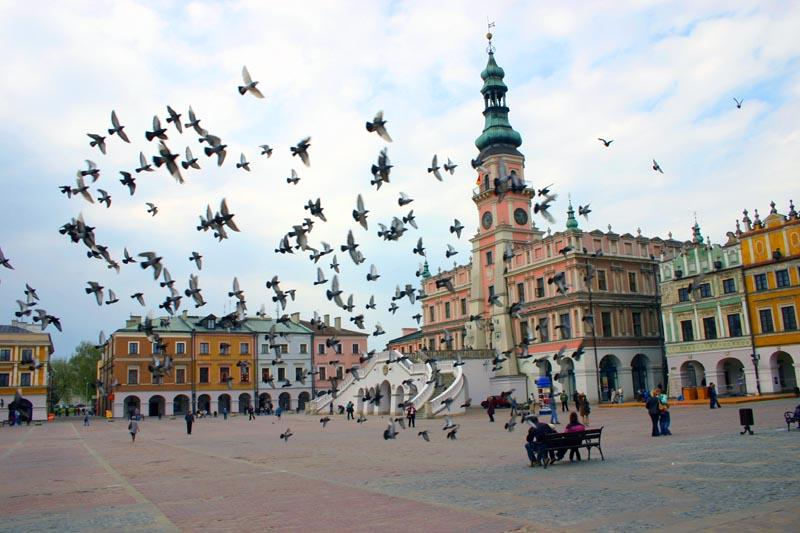
Il centro storico di Zamość, dichiarato patrimonio mondiale dall'UNESCO

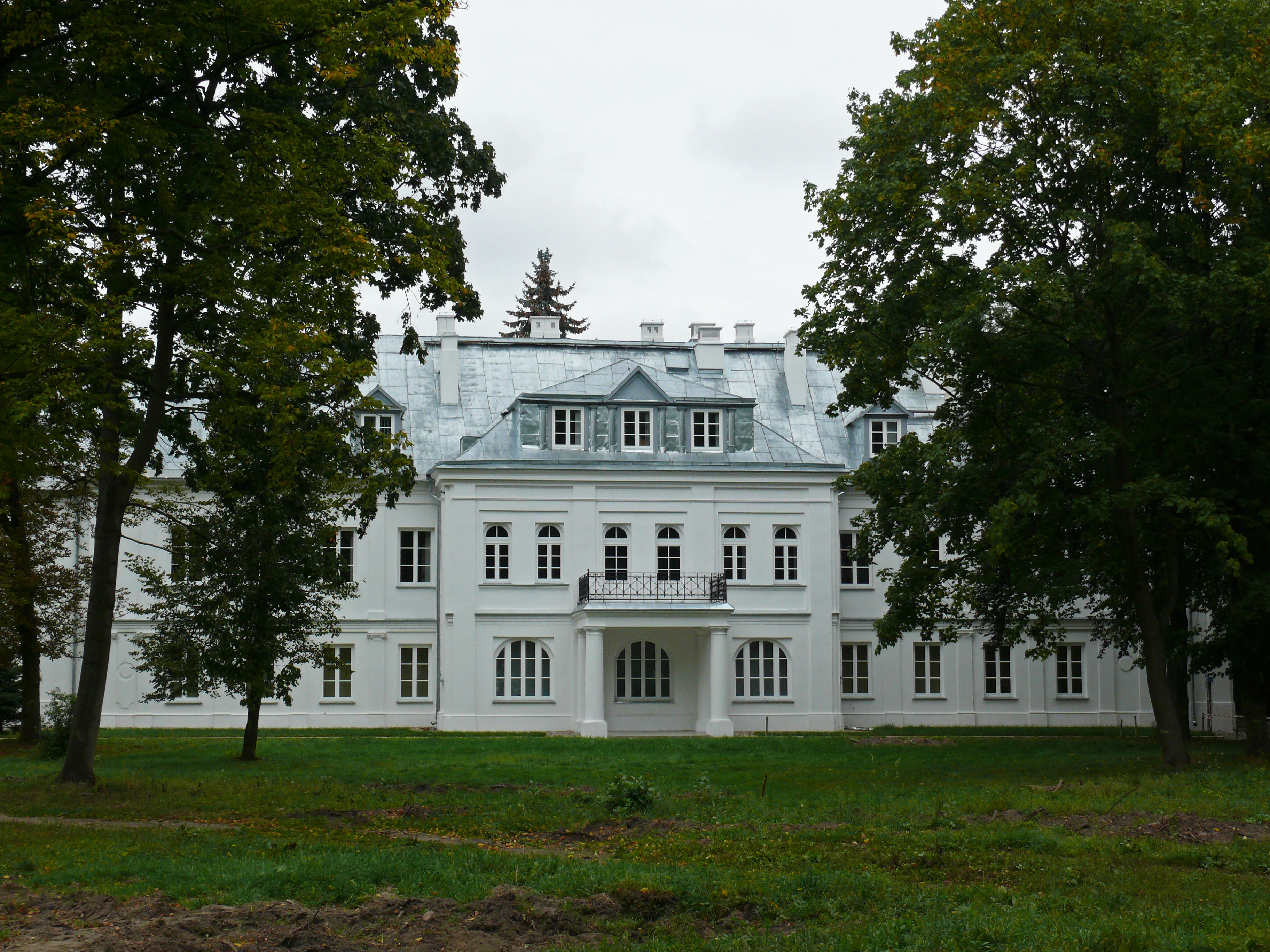
Il castello di Radziwiłł a Biała Podlaska

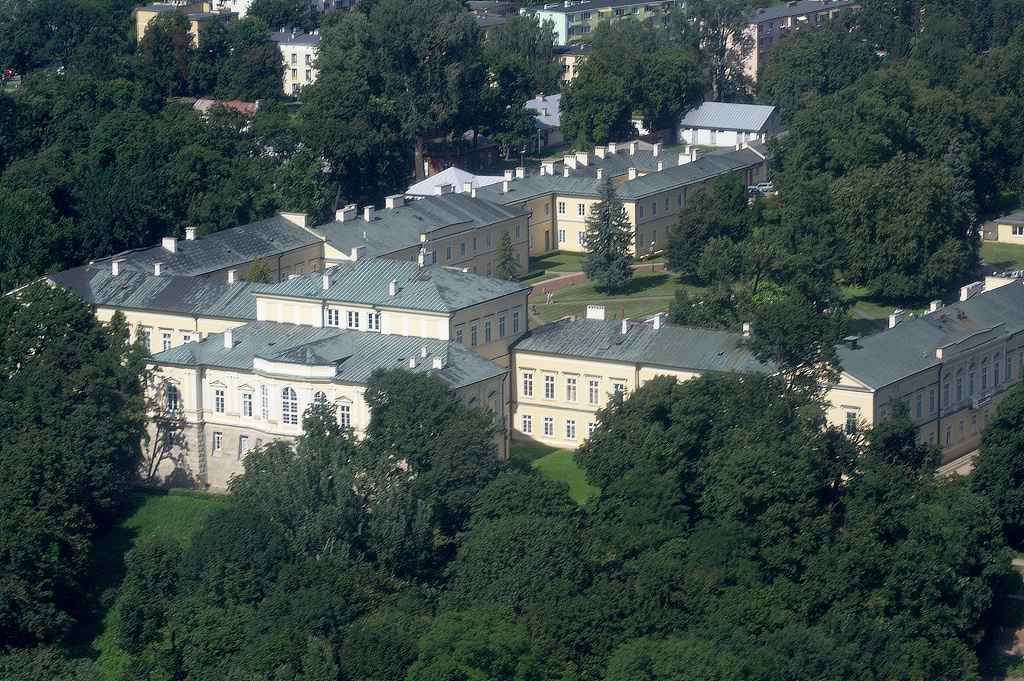
Veduta aerea del palazzo di Czartoryski a Puławy

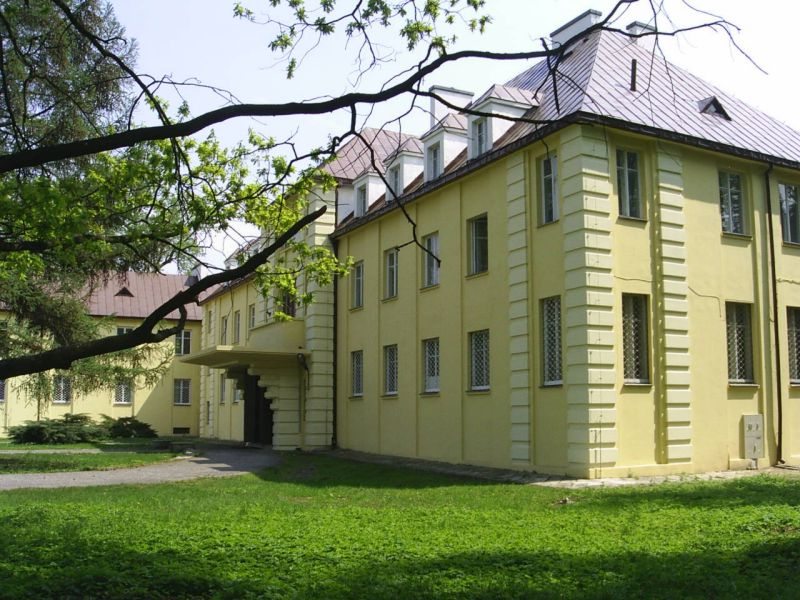
Il palazzo della famiglia Potocki a Międzyrzec Podlaski

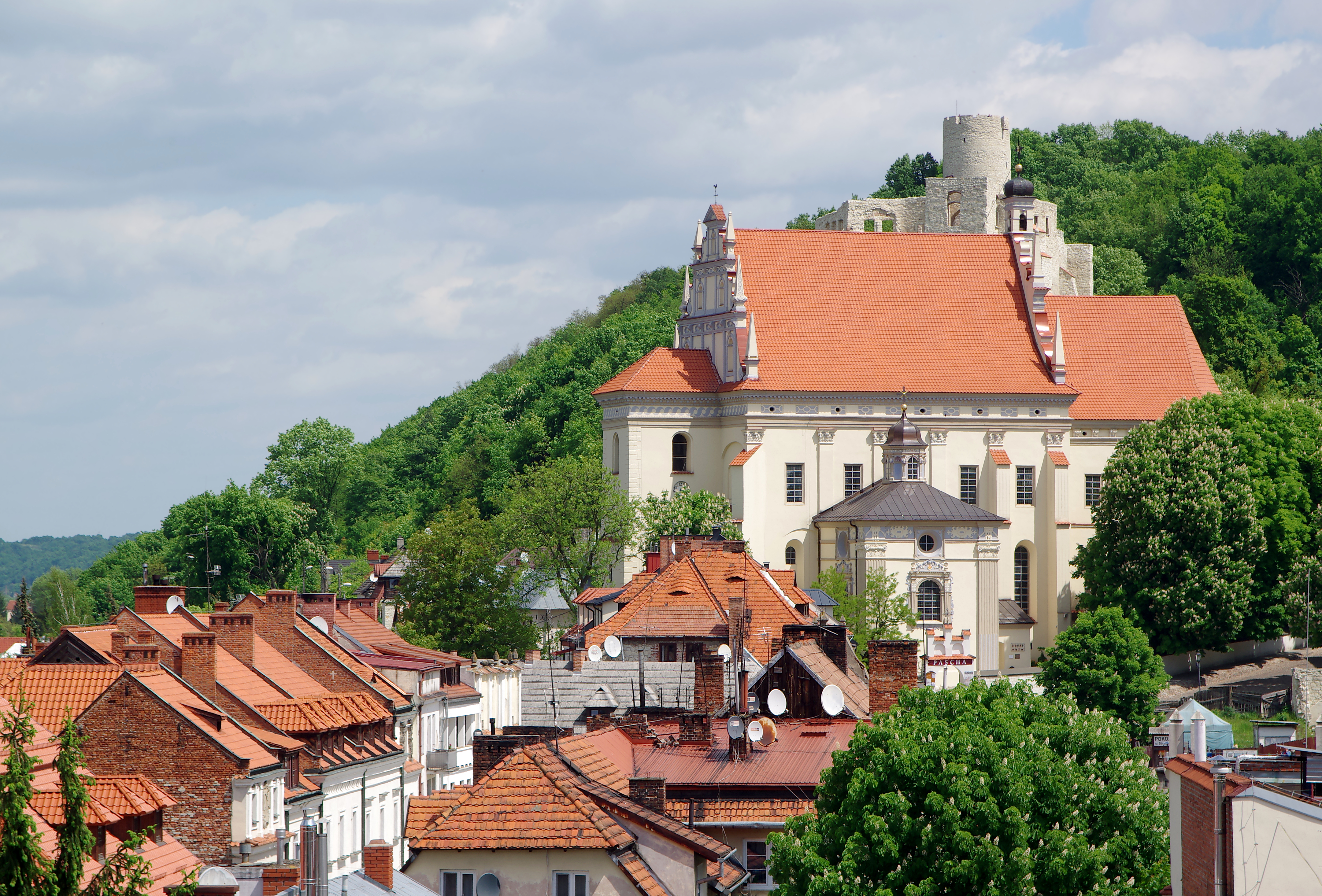
La città di Kazimierz Dolny

Il voivodato comprende 42 città di seguito elencate in ordine decrescente di popolazione (secondo i dati ufficiali del 2008):
- Lublino – 358 251
- Chełm – 70 841
- Zamość – 66 674
- Biała Podlaska – 58 047
- Puławy – 55 125
- Świdnik – 42 797
- Kraśnik – 38 767
- Łuków – 30 727
- Biłgoraj – 26 940
- Lubartów – 25 758
- Łęczna – 23 279
- Krasnystaw – 21 043
- Tomaszów Lubelski – 20 261
- Hrubieszów – 18.670
- Dęblin – 18.103
- Międzyrzec Podlaski – 17 283
- Radzyń Podlaski
- Włodawa
- Janów Lubelski
- Parczew
- Poniatowa
- Ryki
- Opole Lubelskie
- Bełżyce
- Terespol
- Szczebrzeszyn
- Bychawa
- Rejowiec Fabryczny
- Nałęczów
- Kazimierz Dolny
- Kock
- Tarnogród
- Zwierzyniec
- Krasnobród
- Stoczek Łukowski
- Annopol
- Piaski
- Józefów
- Łaszczów
- Ostrów Lubelski
- Tyszowce
- Frampol

## Geografia antropica

### Suddivisioni amministrative
Il voivodato di Lublino è diviso in 20 distretti.
Le città di Biała Podlaska, Lublino, Chełm e Zamość sono invece fuori dall'amministrazione dei distretti e formano dei distretti urbani.

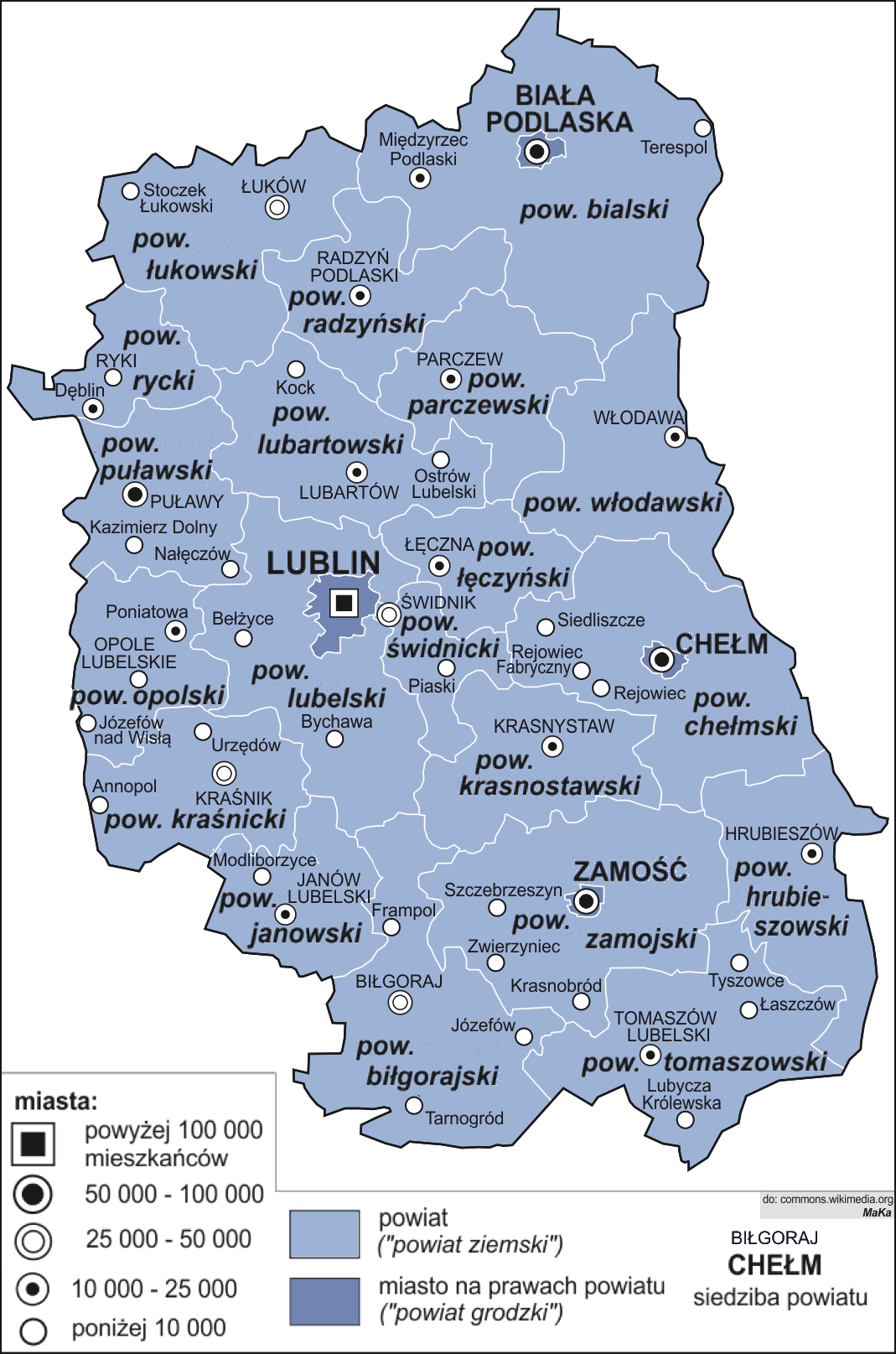
Suddivisioni del voivodato

Ogni distretto è a sua volta diviso in comuni con le loro frazioni. Ad esempio, nel distretto di Ryki ci sono i comuni di Ryki, Dęblin, Stężyca, Ułęż, Nowodwór e Kłoczew.

#### Distretti urbani e non
| Distretto                      | Simbolo | Capoluogo         |
| ------------------------------ | ------- | ----------------- |
| Biała Podlaska                 |         | distretto urbano  |
| Chełm                          |         | distretto urbano  |
| Lublino                        |         | distretto urbano  |
| Zamość                         |         | distretto urbano  |
| Distretto di Biała Podlaska    |         | Biała Podlaska    |
| Distretto di Biłgoraj          |         | Biłgoraj          |
| Distretto di Chełm             |         | Chełm             |
| Distretto di Hrubieszów        |         | Hrubieszów        |
| Distretto di Janów Lubelski    |         | Janów Lubelski    |
| Distretto di Krasnystaw        |         | Krasnystaw        |
| Distretto di Kraśnik           |         | Kraśnik           |
| Distretto di Lubartów          |         | Lubartów          |
| Distretto di Lublino           |         | Lublino           |
| Distretto di Łęczna            |         | Łęczna            |
| Distretto di Łuków             |         | Łuków             |
| Distretto di Opole Lubelskie   |         | Opole Lubelskie   |
| Distretto di Parczew           |         | Parczew           |
| Distretto di Puławy            |         | Puławy            |
| Distretto di Radzyń Podlaski   |         | Radzyń Podlaski   |
| Distretto di Ryki              |         | Ryki              |
| Distretto di Świdnik           |         | Świdnik           |
| Distretto di Tomaszów Lubelski |         | Tomaszów Lubelski |
| Distretto di Włodawa           |         | Włodawa           |
| Distretto di Zamość            |         | Zamość            |

## I precedenti voivodati di Lublino

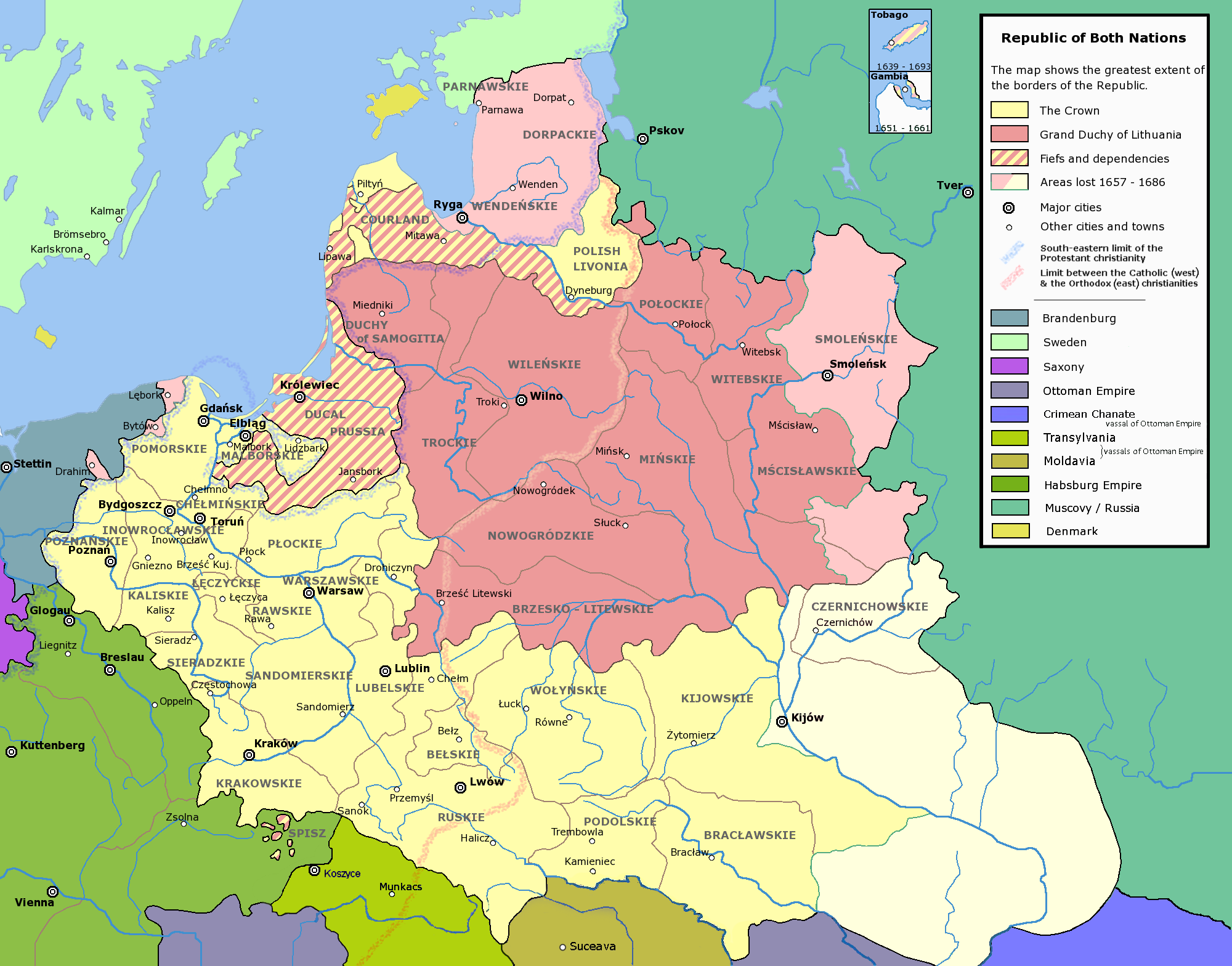
Il voivodato di Lublino all'epoca della Confederazione polacco-lituana

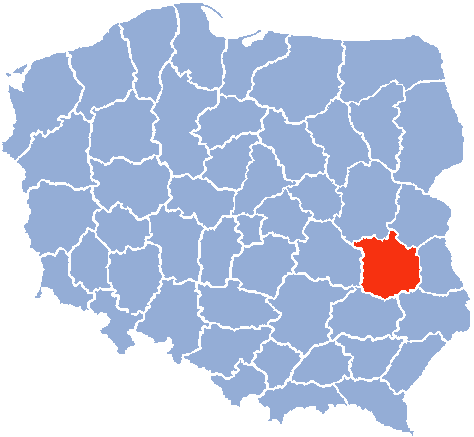
Voivodato di Lublino dal 1975 al 1998

### 1474–1795
Il voivodato di Lublino (in latino Palatinatus Lublinensis) fu una regione amministrativa del Regno di Polonia creata nel 1474 su parti del voivodato di Sandomierz e durata fino alla spartizione della Polonia nel 1795. Fu parte della provincia della Piccola Polonia.

### 1816–1837
Il voivodato di Lublino fu uno dei voivodati del Regno del Congresso. Venne costituito nel 1816 e nel 1837 divenne il Governatorato di Lublino.

### 1919–1939
Il voivodato di Lublino (in polacco Województwo Lubelskie) era una delle regioni amministrative della Seconda Repubblica di Polonia prima della seconda guerra mondiale. All'inizio del 1939 la sua area era di 26.555 km² e la sua popolazione ammontava a 2.116.200.

### 1945–1975
Il voivodato di Lublino era una regione amministrativa della Polonia tra il 1945 e il 1975, anno in cui venne disgregato nei voivodati di Chełm, Zamość, Biała Podlaska, Tarnobrzeg, Siedlce e Lublino (più piccolo dei precedenti e di quello attuale).

### 1975–1998
Il voivodato di Lublino è esistito come una delle 49 suddivisioni amministrative polacche dal 1975 al 1998, anno nel quale è stato inglobato nel voivodato corrente (più grande) di Lublino.

## Aree protette

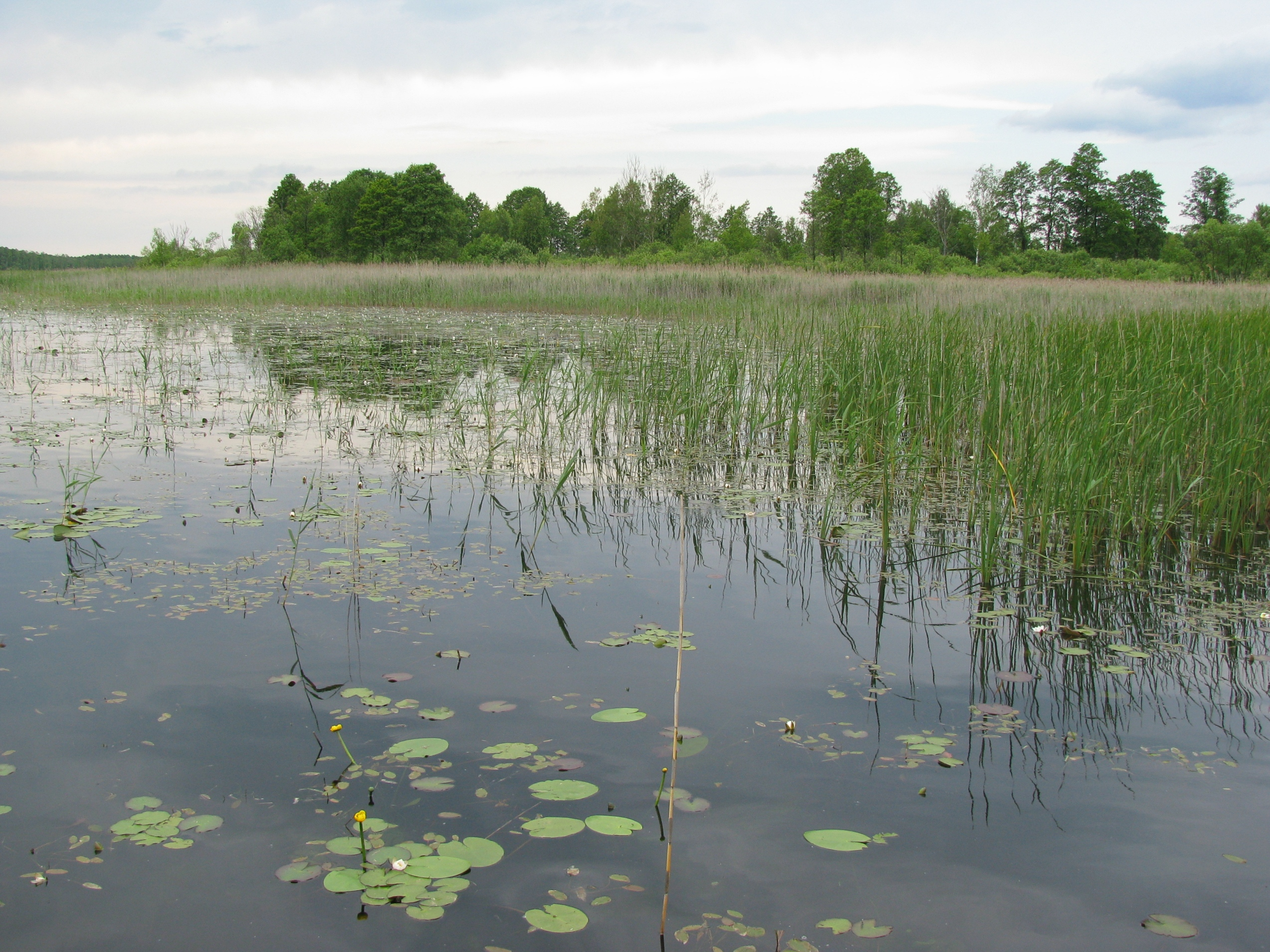
Il lago Łukie nel parco nazionale della Polesia

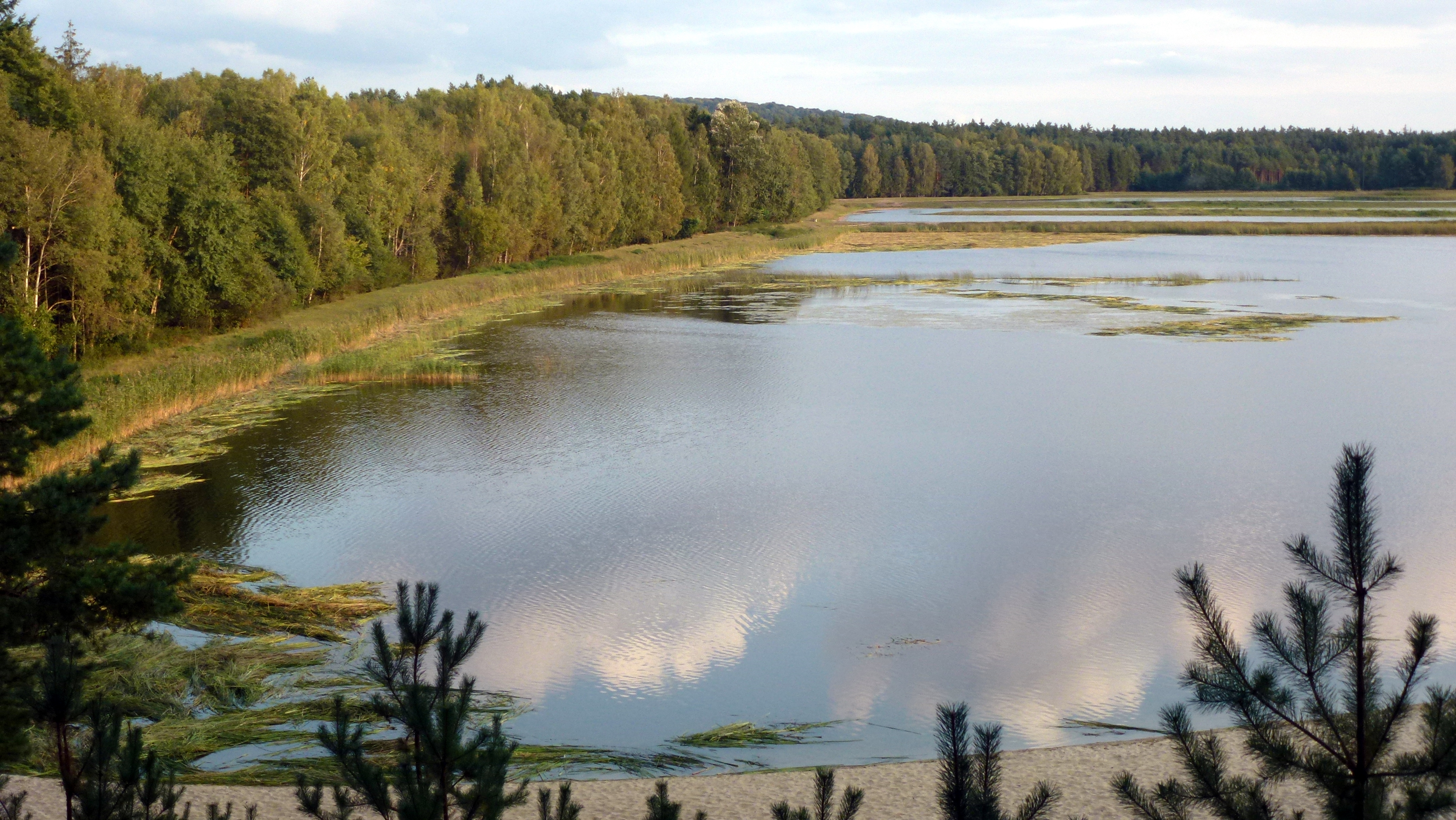
Il lago artificiale Echo nel parco nazionale di Roztocze

- Parco nazionale della Polesia (designato riserva della biosfera dall'UNESCO nel 2002)
- Parco nazionale di Roztocze
- Parco paesaggistico di Chełm
- Parco paesaggistico delle Foreste di Janów (in parte nel voivodato della Precarpazia)
- Parco paesaggistico di Kazimierz
- Parco paesaggistico di Kozłówka
- Parco paesaggistico di Krasnobród
- Parco paesaggistico di Krzczonów
- Parco paesaggistico del distretto del lago di Łęczna
- Parco paesaggistico della Gola del Podlaskie Bug (in parte nel voivodato della Masovia)
- Parco paesaggistico della Polesia
- Parco paesaggistico di Puszcza Solska (in parte nel voivodato della Precarpazia)
- Parco paesaggistico di Skierbieszów
- Parco paesaggistico di Sobibór
- Parco paesaggistico di Roztocze sud (in parte nel voivodato della Precarpazia)
- Parco paesaggistico di Strzelce
- Parco paesaggistico di Szczebrzeszyn
- Parco paesaggistico di Wieprz
- Parco paesaggistico di Wrzelowiec